# جو دينتون
جو دينتون (3 فبراير 1865 - 17 يوليو 1946) (بالإنجليزية: Joe Denton)‏ هو لاعب كريكت بريطاني (وحمل سابقاً جنسية المملكة المتحدة لبريطانيا العظمى وأيرلندا).